# Ligier JS2
Ligier JS2 — французский спортивный автомобиль фирмы Ligier, выпускавшийся в 1971—1975 годы.

## Предыстория и разработка

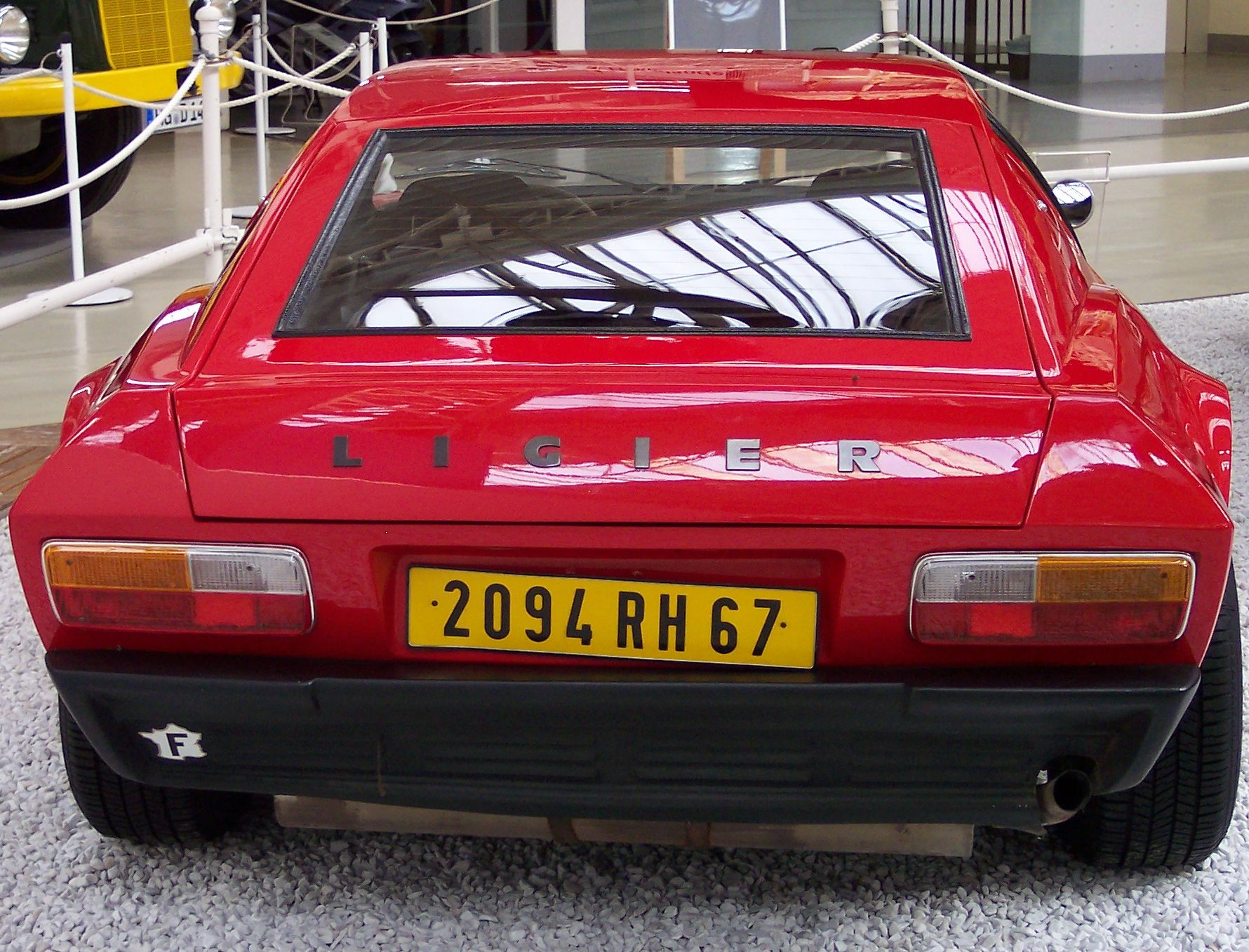
Вид сзади

В 1960-х бывший гонщик Ги Лижье владел преуспевающим предприятием по производству болидов для Формулы-1, а также микролитражек, для управления которыми не требуются водительские права. В конце 60-х Лижье задумал также выпускать роскошные спортивные автомобили, которые могли бы ездить по дорогам общего пользования и стать продолжателем традиций Facel-Vega. Так в 1969 году появилась модель JS1; индекс был дан по инициалам Жо Шлессера — кумира и друга Лижье, разбившегося на Гран-при Франции 1968 года.
Прототип создавала команда специалистов, которые до этого разрабатывали успешные шасси и кузова для Формулы-1. Прототип удался, но многие детали были импортными (в частности двигатель от Ford Capri), а Лижье стремился создать исконно французский автомобиль. В 1971 году мотор пришлось заменить, в результате чего модель получила индекс JS2.

## Описание

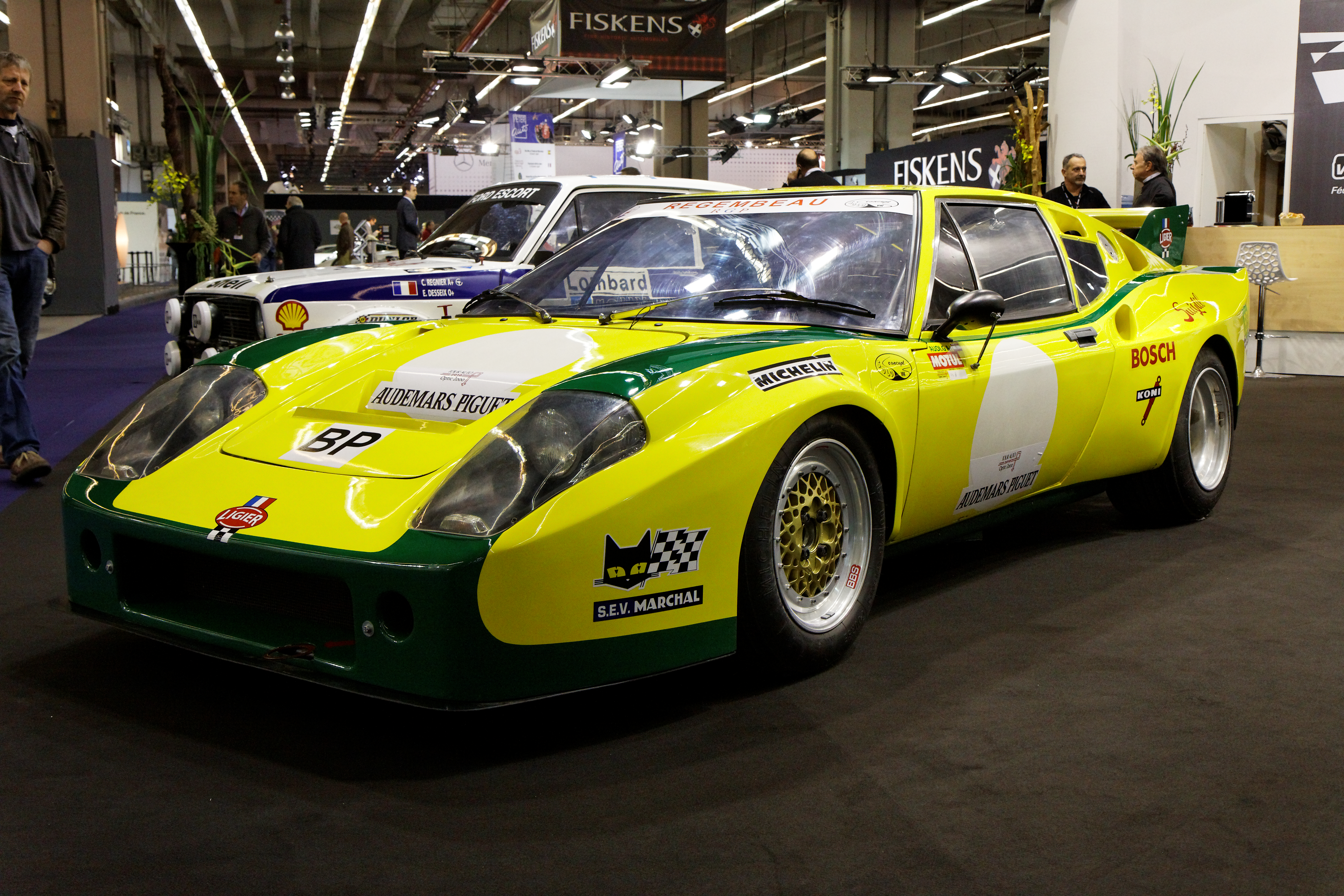
Гоночная версия Ligier-Maserati JS2, участник гонок 24 часа Ле-Мана 1973

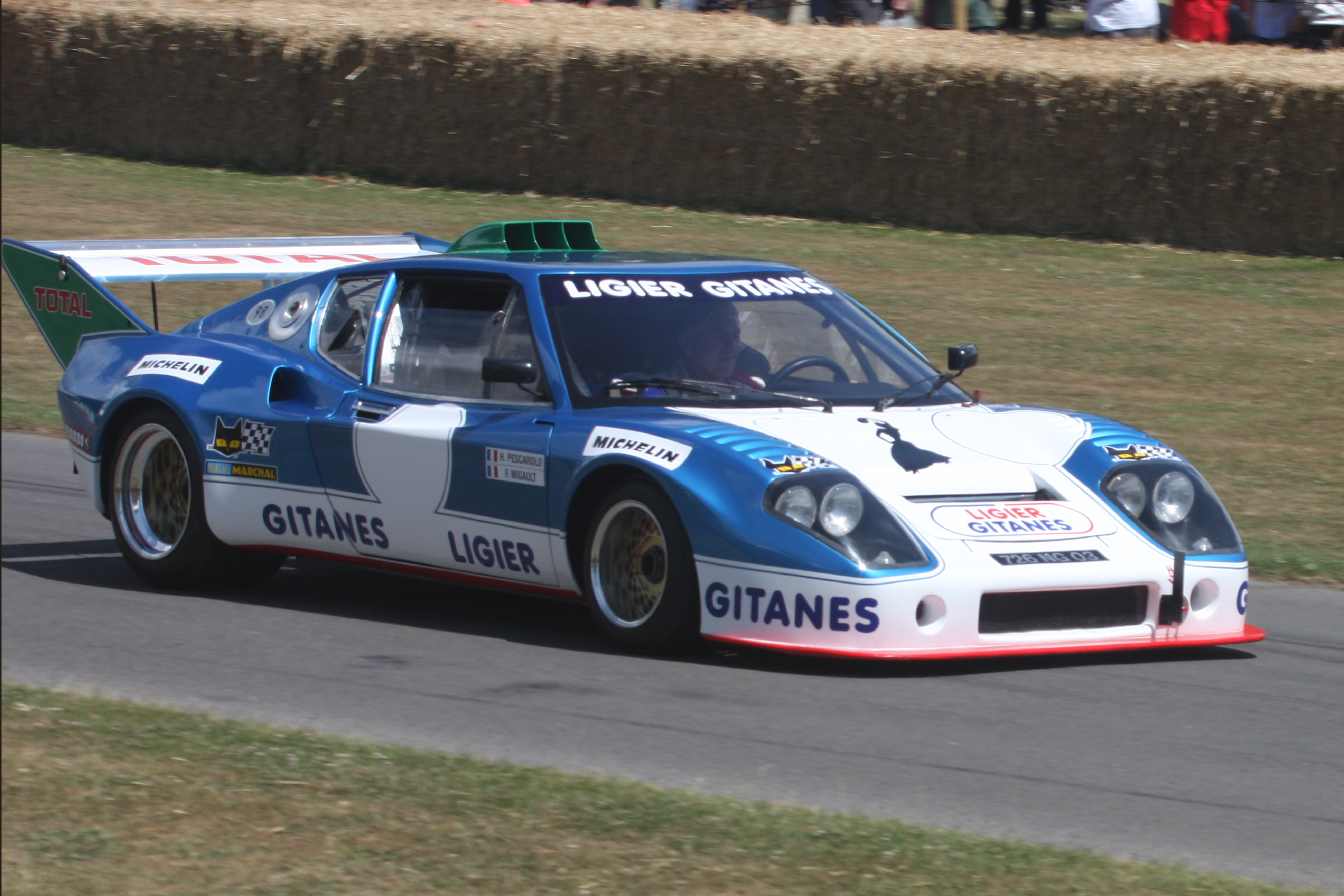
Гоночный Ligier JS2 с двигателем Cosworth DFV участник 24 часов Ле-Мана 1975

На прочную раму из штампованной стали навесили стеклопластиковый кузов, установили полностью независимую пружинную подвеску и дисковые тормоза с усилителем. Силовой агрегат взяли у Citroen SM, который на самом деле имел итальянские корни, так как разрабатывался Maserati. Первый вариант двигателя имел объём 2675 см³ и весил 140 кг, мощность составляла 170 л. с. Затем объём увеличили до 2965 см³, что позволило добиться мощности в 190 л. с. при 6000 об/мин и отдачи в 64 л. с. на литр. После обновления цена выросла на 500 франков и составляла 74500. Двухдверное купе с откидным верхом имело среднемоторную компоновку: мотор помещался за сиденьями, причём не продольно и не поперечно, а по диагонали. Диски изготавливались из двух листов стали, скреплённых слоем полиуретановой пены. Дополнила техническую начинку пятиступенчатая коробка передач. Благодаря хорошей развесовке и техничной трансмиссии автомобиль разгонялся до 247 км/ч, что по меркам 70-х было высоким показателем. Внешне машина выделялась широким ветровым стеклом, фарами под прозрачными колпаками, низкой хвостовой частью, литыми дисками и воздухозаборными щелями в верхней части задних крыльев.
Суперкар Ligier JS2 продавался через дилеров Citroen, но особо устойчивым спросом не пользовался. Сейчас доподлинно неизвестно, сколько экземпляров удалось реализовать: разные источники называют разные числа, в частности, сайт automobile-sportive.com указывает число 249 единиц. Тем не менее автомобиль получил признание у себя на родине, а Ги Лижье через семь лет после начала производства свернул данный проект и вновь сосредоточился на своей гоночной команде в классе Формула-1.